# Сен-Мартен (острів)
Сен-Ма́ртен (фр. Saint-Martin, нід. Sint Maarten) — острів в Карибському морі у північній частині гряди Східних Карибських островів, найпівнічніший з групи Малих Антильських островів. Острів Святого Мартіна є найменшим у світі населеним островом, одночасно керованим двома незалежними державами. Північна частина острова є заморською общиною Франції Сен-Мартен, а південна є самоврядною територією з розширеною автономією (у складі Нідерландів) і називається Сінт-Мартен.
Площа 83 км². (у тому числі нідерландської частини острова — 35 км², французької — 48 км²). Найвища точка — гора Монт-Парадіс (424 м над рівнем моря). Розташована на французькій частині острова. Адміністративний центр нідерландської частини острова — місто Філіпсбург, французької — місто Маріго.

## Історія

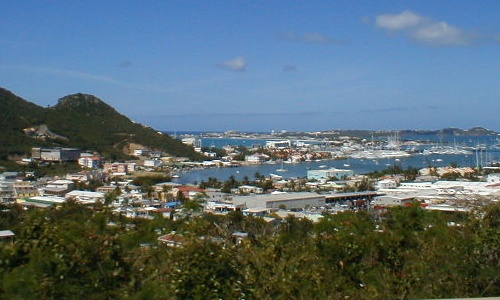
Сінт-Мартен

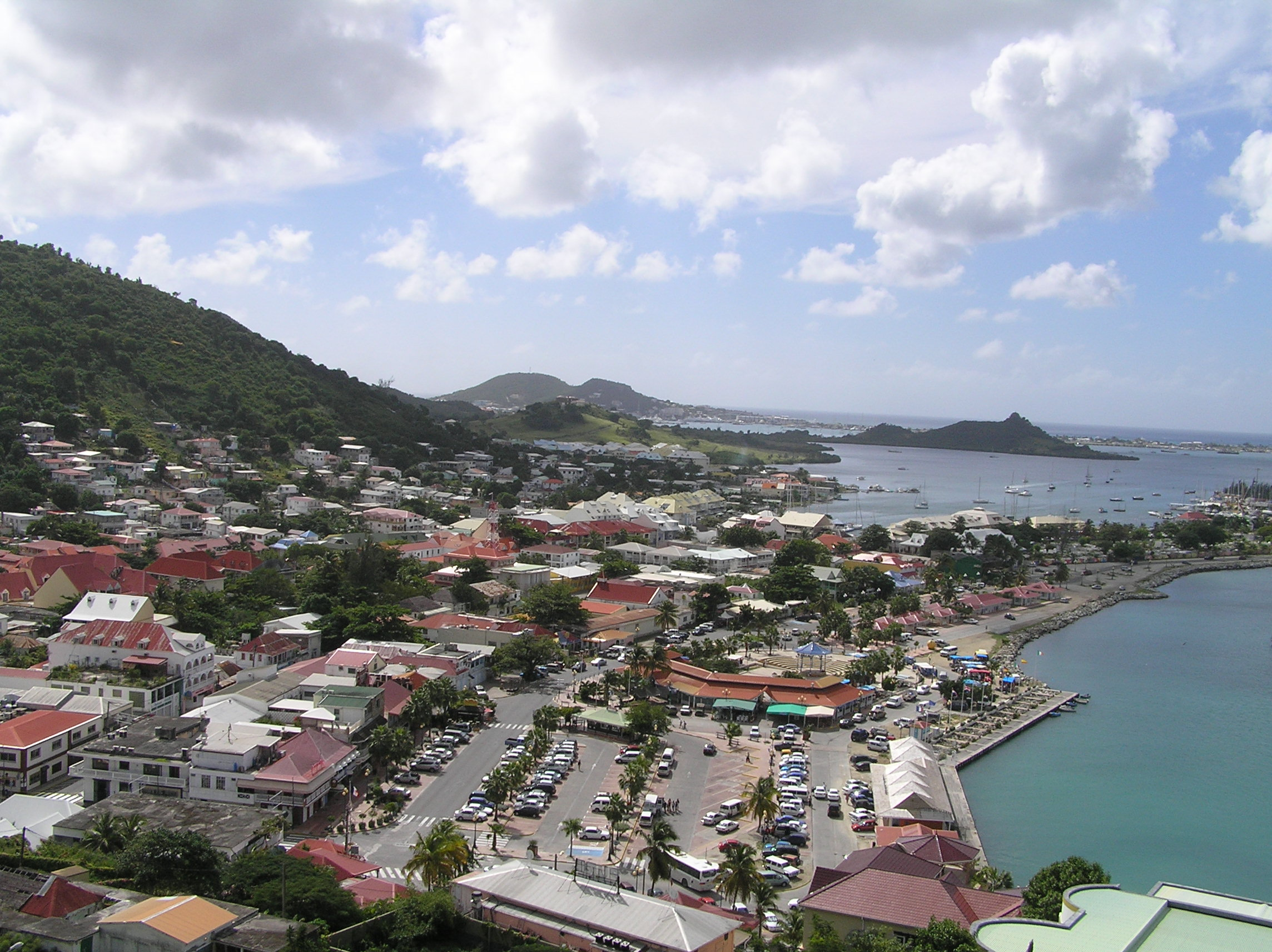
Французька сторона острова

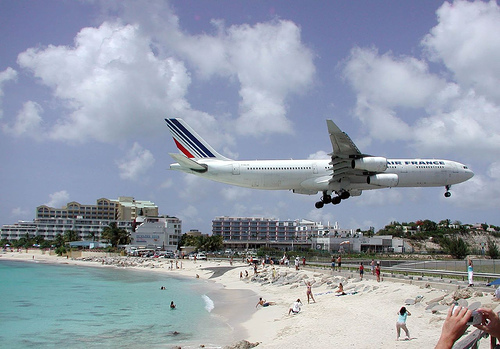
Посадка Airbus A340 компанії Air France

До відкриття Америки Колумбом острів цілком належав аравакам, які називали його островом Солі (на честь головного природного багатства Сен-Мартена) або Землею Жінок. Після відкриття острова Христофором Колумбом у 1493 році, володіння араваків було перейменоване в Сен-Мартен. 11 листопада — день нанесення острова на карту світу — вважається головним державним святом на острові. Через півтора століття тут з'явилися перші поселення французів та голландців, які створили коаліцію для захисту острова при поверненні на Сен-Мартен іспанців. Іспанці не змогли заволодіти островом, який був поділений між Францією та Нідерландами згідно з угодою від 1648 року. Сьогодні цей договір є однією з найстаріших угод, що досі мають силу.

## Населення
Населення острова (французька та голландська частини разом) станом на 2007 рік становило 74 852 особи. Населення голландської частини 38,927 осіб, французької 35 925. Острів відвідують до 1 000 000 туристів щороку. Білі становлять 1/4 частину населення. Назву «Сент-Мартін» острову дали англійці, місцеві жителі називають його Нарікель Джінджіра, що означає «Кокосовий острів».

## Клімат
На Острові Святого Мартіна переважає сухий помірний тропічний клімат, проте завдяки пасатам острів має достатню вологість. Середньорічна температура становить 27 °C (мінімальна 17 °C, максимальна 35 °C) температура поверхні моря 26.4 °C. Середньорічна кількість опадів 995 мм. Рельєф горбистий, вкритий зеленню і лісами. Також на острові розташовано більше 30 пляжів з білосніжним піском, що належать як французькій, так і голландській територіям. Гора Монт-Парадіс досягає висоти 422 м над рівнем моря. На острові відсутні річки.

## Економіка
Основа економіки — туризм. Офіційною грошовою одиницею на голландській стороні острова є нідерландський антильський гульден, а на французькій стороні, як і у всіх інших заморських володіннях Франції — євро. Повсюдно приймається американський долар, крім того, більшість цін в магазинах на острові вказані в цій валюті. Вартість життя аналогічна або ледве вища, ніж в Європі. Кредитні картки приймаються скрізь.
Південна, голландська частина острова, є офшорною зоною. Компанії, зареєстровані в голландській частині острова і непричетні до ведення бізнесу на ньому, звільнені від податків. Крім того, відсутній податок на нерухоме майно та на доходи від його продажу.
Острів відомий своїми магазинами, де можна знайти дорогі речі, які коштують суттєво дешевше (до 40 %) в порівнянні зі США та Європою.
На острові розташований всесвітньовідомий аеропорт Принцеси Юліани. Посадка на ньому вважається однією з найважчих, тому що торець злітно-посадкової смуги примикає до морського берега, і літаки вимушені сідати буквально над головами туристів, відпочивальників на пляжі, тоді як сама смуга довжиною всього 2180 м.

## Мова
Офіційна мова нідерландської частини острова — нідерландська. Тут поширені англійська та іспанська мови, а також пап'яменто; на французькій стороні офіційною мовою є французька, але місцеве населення також розмовляє англійською та креольською мовами.